# Associazione Calcio Lumezzane 2009-2010
Questa voce raccoglie le informazioni riguardanti l'Associazione Calcio Lumezzane nelle competizioni ufficiali della stagione 2009-2010.

## Stagione
Nella stagione 2009-2010 il Lumezzane parte il 6 agosto con il Primo Turno di Coppa Italia, nel quale affronta al Nuovo Stadio Comunale il Fano, sconfiggendolo poi (3-0). Nel Secondo Turno tocca al Gallipoli, che nel mezzo di disordini societari dovuti alla inaspettata promozione in Serie B, presenta una formazione di soli giovani subendo un pesante (6-0). La squadra bresciana avanza quindi al Terzo Turno dove affronta in trasferta l'Ancona, vincendo inaspettatamente (2-3), così come il 26 novembre 2009 nel quarto turno di coppa, dove si impone a Bergamo contro l'Atalanta (0-1). Il cammino dei rosso-blu di Stefano Menichini nella Coppa Italia si interrompe agli Ottavi di finale il 14 gennaio 2010 allo stadio Friuli contro l'Udinese, che si impone con un classico (2-0). Rimane comunque un'esperienza positiva per il Lumezzane, in quanto rimane il più alto piazzamento mai realizzato nella storia del club in una coppa nazionale, fino al 28 aprile 2010, quando vince il suo primo trofeo.
Il cammino nella Coppa Italia di Lega Pro è cominciato il 7 ottobre 2009 con la vittoria (2-1) nel derby contro il Rodengo, che permette il passaggio al Secondo Turno della Fase Finale, dove fa visita visita allo Stadio Carlo Speroni della Pro Patria il 21 ottobre 2009, espugnandolo (0-1). Poi vince il girone D del terzo turno, eliminando Verona e Potenza, nella doppia semifinale supera il Varese, poi nella doppia finale supera il Cosenza. Vincendo così per la prima volta un torneo ufficiale, la 38.ma edizione della Coppa Italia Lega Pro 2009-2010 e portando nella laboriosa Valle Gobbia, posta nel cuore delle Prealpi bresciane, un trofeo del calcio professionistico nazionale.
La buona intelaiatura della squadra valgobbina si conferma anche in campionato che inizia il 23 agosto 2009 contro l'Arezzo. Dopo 8 partite giocate il Lumezzane si trova in quinta posizione a 14 punti, frutto di 4 vittorie, 2 pareggi e 2 sconfitte esterne. Al termine del girone di andata è settimo con 25 punti, nel girone di ritorno raccoglie 27 punti. Con 52 punti il Lumezzane è sesto, prima delle non qualificate ai Play-off. Salgono in Serie B il Novara diretto, ed il Varese che vince i ballottaggi.

## Divise e sponsor
Lo sponsor tecnico per la stagione 2009-2010 è Acerbis, mentre lo sponsor ufficiale è Barclays.
| Casa | Trasferta |  |

## Organigramma societario
Area direttiva
- Presidente:Renzo Cavagna
- Vice Presidente: Marco Becchetti
- Vice Presidente: Franco Pintossi

Area organizzativa
- Team manager: Luca Nember

Area tecnica
- Direttore sportivo: Luca Nember
- Allenatore: Leonardo Menichini
- Allenatore in seconda: Nadir Brocchi
- Preparatore/i atletico/i: Andrea Bonatti

Area sanitaria
- Responsabile sanitario:
- Medici sociali: Achille Lazzaroni
- Massaggiatori: Livio Colosio

## Rosa
| N. |                   | Ruolo | Calciatore          |
| -- | ----------------- | ----- | ------------------- |
|    | Italia (bandiera) | P     | Francesco Alberti   |
|    | Italia (bandiera) | P     | Massimo Gazzoli     |
|    | Italia (bandiera) | P     | Matteo Trini        |
|    | Italia (bandiera) | D     | Matteo Bonatti      |
|    | Italia (bandiera) | D     | Francesco Checcucci |
|    | Italia (bandiera) | D     | Giovanni Formiconi  |
|    | Italia (bandiera) | D     | Andrea Guagnetti    |
|    | Italia (bandiera) | D     | Davide Nicola       |
|    | Italia (bandiera) | D     | Samuele Romeo       |
|    | Italia (bandiera) | D     | Francesco Zanardini |
|    | Italia (bandiera) | C     | Amedeo Calliari     |
|    | Italia (bandiera) | C     | Federico Ciasca     |
|    | Italia (bandiera) | C     | Antonio Cinelli     |
|    | Italia (bandiera) | C     | Tommaso D'Attoma    |

| N. |                     | Ruolo | Calciatore            |
| -- | ------------------- | ----- | --------------------- |
|    | Brasile (bandiera)  | C     | Emerson Ramos Borges  |
|    | Italia (bandiera)   | C     | Alessandro Faroni     |
|    | Svizzera (bandiera) | C     | Simone Grippo         |
|    | Italia (bandiera)   | C     | Massimiliano Mei      |
|    | Italia (bandiera)   | C     | Michele Pini          |
|    | Italia (bandiera)   | C     | Luigi Alberto Scaglia |
|    | Italia (bandiera)   | A     | Daniel Bradaschia     |
|    | Bulgaria (bandiera) | A     | Andrej Gălăbinov      |
|    | Italia (bandiera)   | A     | Fabio Lauria          |
|    | Italia (bandiera)   | A     | Michele Marconi       |
|    | Italia (bandiera)   | A     | Massimiliano Pesenti  |
|    | Italia (bandiera)   | A     | Andrea Pintori        |
|    | Italia (bandiera)   | A     | Giampietro Salvi      |
|    | Somalia (bandiera)  | A     | Ayub Daud             |

## Risultati

### Lega Pro Prima Divisione

#### Girone di andata
| Arbitro: | Tidona (Torino) |

|             |           |  |
| Pintori 12’ | Marcatori |  |

| Arbitro: | Ceccarelli (Terni) |

|                            |           |                                |
| Fiale 2’ (rig.) Morolda 6’ | Marcatori | 11’ Marconi 38’ (rig.) Pintori |

| Arbitro: | Merlino (Udine) |

|                |           |                        |
| Bartolucci 57’ | Marcatori | 42’ Scaglia 77’ Lauria |

| Arbitro: | Benassi (Bologna) |

|                                    |           |                           |
| Emerson 2’ Scaglia 21’ Pesenti 68’ | Marcatori | 40’ Gallozi 79’ Calderini |

| Arbitro: | Borriello (Mantova) |

|                                                         |           |                              |
| Carrozza 20’ (rig.) Ebagua 42’ Armenise 47’ Zecchin 66’ | Marcatori | 17’ Nicola 77’ (aut.) Pisano |

| Arbitro: | Bietolini (Novara) |

|             |           |  |
| Pesenti 58’ | Marcatori |  |

| Lumezzane 4 ottobre 2009, ore 15:00 CEST 7ª giornata | Lumezzane                      | 0 – 0 | Cremonese | Nuovo Stadio Comunale (1000 spett.)\| Arbitro: \| Corletto (Castelfranco Veneto) \| |
| Arbitro:                                             | Corletto (Castelfranco Veneto) |       |           |                                                                                     |

| Arbitro: | Bolano (Livorno) |

|                         |           |            |
| D'Anna 35’ Clemente 52’ | Marcatori | 2’ Pintori |

| Arbitro: | Donati (Ravenna) |

|             |           |                                                         |
| Marconi 38’ | Marcatori | 63’ M. Rigoni 64’ Bertani 75’ González 82’ (rig.) Motta |

| Arbitro: | Liotta (Caltanissetta) |

|                        |           |                         |
| Zarineh 4’ Tortori 38’ | Marcatori | 15’ Pesenti 24’ Pintori |

| Arbitro: | Palazzino (Ciampino) |

|             |           |  |
| Emerson 76’ | Marcatori |  |

| Arbitro: | Romani (Modena) |

|              |           |  |
| Frediani 29’ | Marcatori |  |

| Arbitro: | Di Paolo (Avezzano) |

|                                    |           |  |
| Pintori 15’ Emerson 25’ Lauria 50’ | Marcatori |  |

| Arbitro: | Gavillucci (Latina) |

|                          |           |               |
| Cozzolino 36’ Franco 47’ | Marcatori | 90+2’ Emerson |

| Arbitro: | Saia (Palermo) |

|             |           |                          |
| Scaglia 70’ | Marcatori | 48’ Fantini 90+3’ Artico |

| Arbitro: | Pasqua (Tivoli) |

|                    |           |                                 |
| Le Noci 45’ (rig.) | Marcatori | 41’ (rig.) Pintori 89’ S. Romeo |

| Arbitro: | Vallesi (Ascoli Piceno) |

|            |           |          |
| Grippo 65’ | Marcatori | 77’ Ripa |

#### Girone di ritorno
| Arbitro: | Intagliata (Siracusa) |

|                               |           |                        |
| V. Chianese 1’ R. Maniero 10’ | Marcatori | 21’ Pintori 59’ Lauria |

| Arbitro: | Monaco (Tivoli) |

|               |           |  |
| Galabinov 72’ | Marcatori |  |

| Arbitro: | Peretti (Verona) |

|             |           |  |
| Emerson 80’ | Marcatori |  |

| Arbitro: | Oliveri (Palermo) |

|  |           |               |
|  | Marcatori | 57’ Galabinov |

| Arbitro: | Belutti (Trento) |

|                        |           |  |
| Pintori 29’ Lauria 41’ | Marcatori |  |

| Arbitro: | Bindoni (Venezia) |

|                          |           |                                   |
| Fernández 60’ Myrtaj 75’ | Marcatori | 2’ Pintori 90+3’ (aut.) Lo Monaco |

| Arbitro: | Colasanti (Grosseto) |

|              |           |               |
| Guidetti 90’ | Marcatori | 8’ Bradaschia |

| Lumezzane 28 febbraio 2010, ore 14:30 CET 25ª giornata | Lumezzane        | 0 – 0 | Benevento | Nuovo Stadio Comunale (190 spett.)\| Arbitro: \| Irrati (Pistoia) \| |
| Arbitro:                                               | Irrati (Pistoia) |       |           |                                                                      |

| Arbitro: | Ruini (Reggio Emilia) |

|                                       |           |                                |
| Centurioni 5’ Lisuzzo 82’ Bertani 90’ | Marcatori | 88’ Galabinov 90+2’ Bradaschia |

| Arbitro: | Soricaro (Barletta) |

|                    |           |  |
| Galabinov 49’, 74’ | Marcatori |  |

| Arbitro: | Bietolini (Firenze) |

|  |           |                              |
|  | Marcatori | 46’ Bradaschia 90’ Galabinov |

| Arbitro: | Trentalange (Nichelino) |

|             |           |                |
| Pesenti 75’ | Marcatori | 29’ (aut.) Mei |

| Arbitro: | Cafari Panico (Cassino) |

|                             |           |              |
| Eramo 20’ Nicola 53’ (aut.) | Marcatori | 2’ Galabinov |

| Lumezzane 18 aprile 2010, ore 14:30 CEST 31ª giornata | Lumezzane           | 0 – 0 | Como | Nuovo Stadio Comunale (700 spett.)\| Arbitro: \| Zanichelli (Genova) \| |
| Arbitro:                                              | Zanichelli (Genova) |       |      |                                                                         |

| Arbitro: | Monaco (Tivoli) |

|             |           |  |
| Aparicio 7’ | Marcatori |  |

| Arbitro: | Peretti (Verona) |

|                         |           |  |
| Bradaschia 25’ Daud 73’ | Marcatori |  |

| Arbitro: | Bindoni (Venezia) |

|                       |           |               |
| Marci 17’ Pacilli 64’ | Marcatori | 29’ Galabinov |

### Coppa Italia
| Arbitro: | Bindoni (Venezia) |

|                              |           |  |
| Pesenti 10’, 41’ Emerson 84’ | Marcatori |  |

| Arbitro: | Gallione (Alessandria) |

|                                                           |           |  |
| Calliari 1’ Pintori 3’, 36’ Salvi 39’ Lauria 41’ Daud 61’ | Marcatori |  |

| Arbitro: | Nasca (Bari) |

|                              |           |                             |
| Gerardi 30’ Mastronunzio 41’ | Marcatori | 17’, 40’ Lauria 63’ Marconi |

| Arbitro: | Guida (Torre Annunziata) |

|  |           |             |
|  | Marcatori | 20’ Marconi |

| Arbitro: | Tozzi (Ostia) |

|                             |           |  |
| Lodi 44’ (rig.) Corradi 61’ | Marcatori |  |

### Coppa Italia Lega Pro
| Arbitro: | Pizzi (Saronno) |

|                  |           |          |
| Marconi 65’, 77’ | Marcatori | 43’ Lisi |

| Arbitro: | Penno (Nichelino) |

|  |           |                   |
|  | Marcatori | 12’ (rig.) Lauria |

| Arbitro: | Merlino (Udine) |

|                     |           |                                  |
| Pini 11’ Faroni 87’ | Marcatori | 65’ (rig.) Gómez 81’, 88’ Farias |

| Arbitro: | Di Bello (Brindisi) |

|  |           |                               |
|  | Marcatori | 20’, 78’ Lauria 80’ Galabinov |

| Arbitro: | Manera (Castelfranco Veneto) |

|                |           |  |
| Bradaschia 35’ | Marcatori |  |

| Arbitro: | D'Alesio (Forlì) |

|               |           |               |
| Del Sante 12’ | Marcatori | 65’ Galabinov |

| Arbitro: | Cervellera (Taranto) |

|                                                 |           |             |
| Daud 20’ Emerson 33’ (rig.), 90’ Bradaschia 40’ | Marcatori | 61’ Porchia |

| Arbitro: | Carbone (Napoli) |

|            |           |               |
| Scotto 68’ | Marcatori | 64’ Galabinov |

## Statistiche

### Statistiche di squadra
Aggiornata al 3 maggio 2010
| Competizione             | Punti | In casa | In casa | In casa | In casa | In casa | In casa | In trasferta | In trasferta | In trasferta | In trasferta | In trasferta | In trasferta | Totale | Totale | Totale | Totale | Totale | Totale | DR  |
| Competizione             | Punti | G       | V       | N       | P       | Gf      | Gs      | G            | V            | N            | P            | Gf           | Gs           | G      | V      | N      | P      | Gf     | Gs     | DR  |
| ------------------------ | ----- | ------- | ------- | ------- | ------- | ------- | ------- | ------------ | ------------ | ------------ | ------------ | ------------ | ------------ | ------ | ------ | ------ | ------ | ------ | ------ | --- |
| Lega Pro Prima Divisione | 52    | 17      | 10      | 5       | 2       | 21      | 10      | 16           | 4            | 5            | 7            | 23           | 26           | 33     | 14     | 10     | 9      | 44     | 36     | +8  |
| Coppa Italia             |       | 2       | 2       | 0       | 0       | 9       | 0       | 3            | 2            | 0            | 1            | 4            | 4            | 5      | 4      | 0      | 1      | 13     | 4      | +9  |
| Coppa Italia Lega Pro    | -     | 4       | 3       | 0       | 1       | 9       | 5       | 4            | 2            | 2            | 0            | 6            | 2            | 8      | 5      | 2      | 1      | 15     | 7      | +8  |
| Totale                   |       | 23      | 15      | 5       | 3       | 39      | 15      | 23           | 8            | 7            | 8            | 33           | 32           | 45     | 23     | 12     | 11     | 72     | 47     | +25 |